# Trattato di Madrid (1750)
Il trattato di Madrid fu un documento ratificato e firmato da Ferdinando VI di Spagna e Giovanni V del Portogallo il 13 gennaio 1750, per stabilire un confine tra le colonie in America meridionale.
I trattati precedenti a questo, come il trattato di Tordesillas, avevano stabilito che la linea di confine tra le colonie spagnole e portoghesi fosse situata circa sul 46º meridiano, dando una gran parte dei territori del continente a ovest di essa alla corona spagnola.
Il trattato di Madrid venne stipulato basandosi sul principio del diritto romano Uti possidetis, ita possideatis (chi possiede di fatto possiede di diritto) prendendo atto dell'effettiva espansione e colonizzazione portoghese verso il bacino dell'Amazzonia a spese dell'Impero spagnolo. L'espansione del Portogallo verso ovest portò alla formazione dell'Impero del Brasile.
Il trattato ratificò il passaggio della Colonia del Sacramento alla Spagna e il passaggio della regione delle Misiones Orientales al Portogallo, le quali erano gestite dai gesuiti e dagli indios Guaraní. Il film Mission trae ispirazione da questi eventi.

## Galleria d'immagini

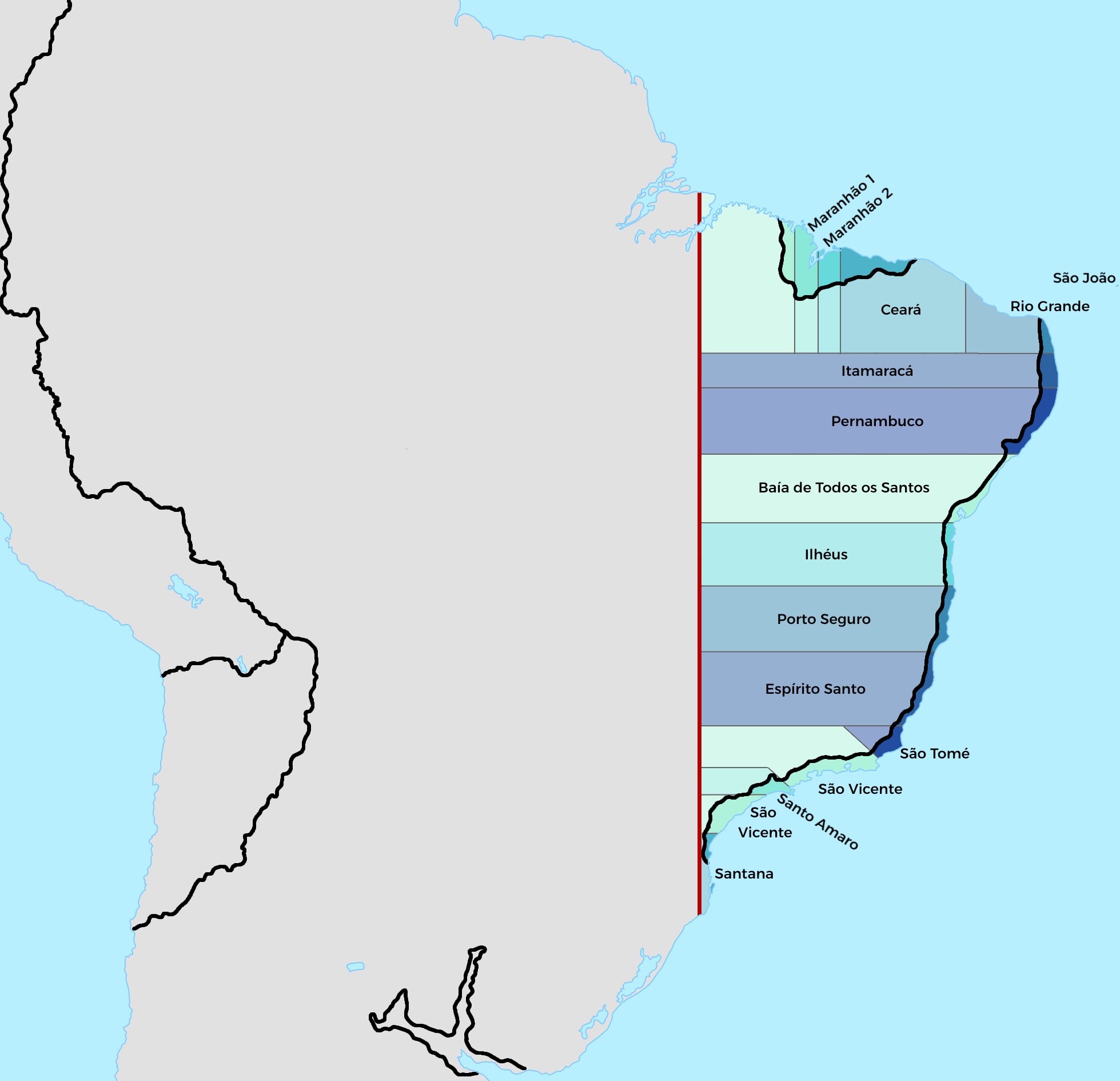
1534 le colonie portoghesi dopo il 1500
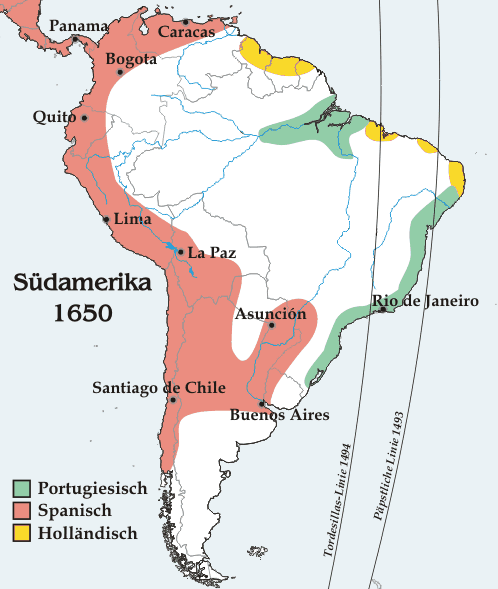
1650 le colonie in sudamerica intorno al 1650
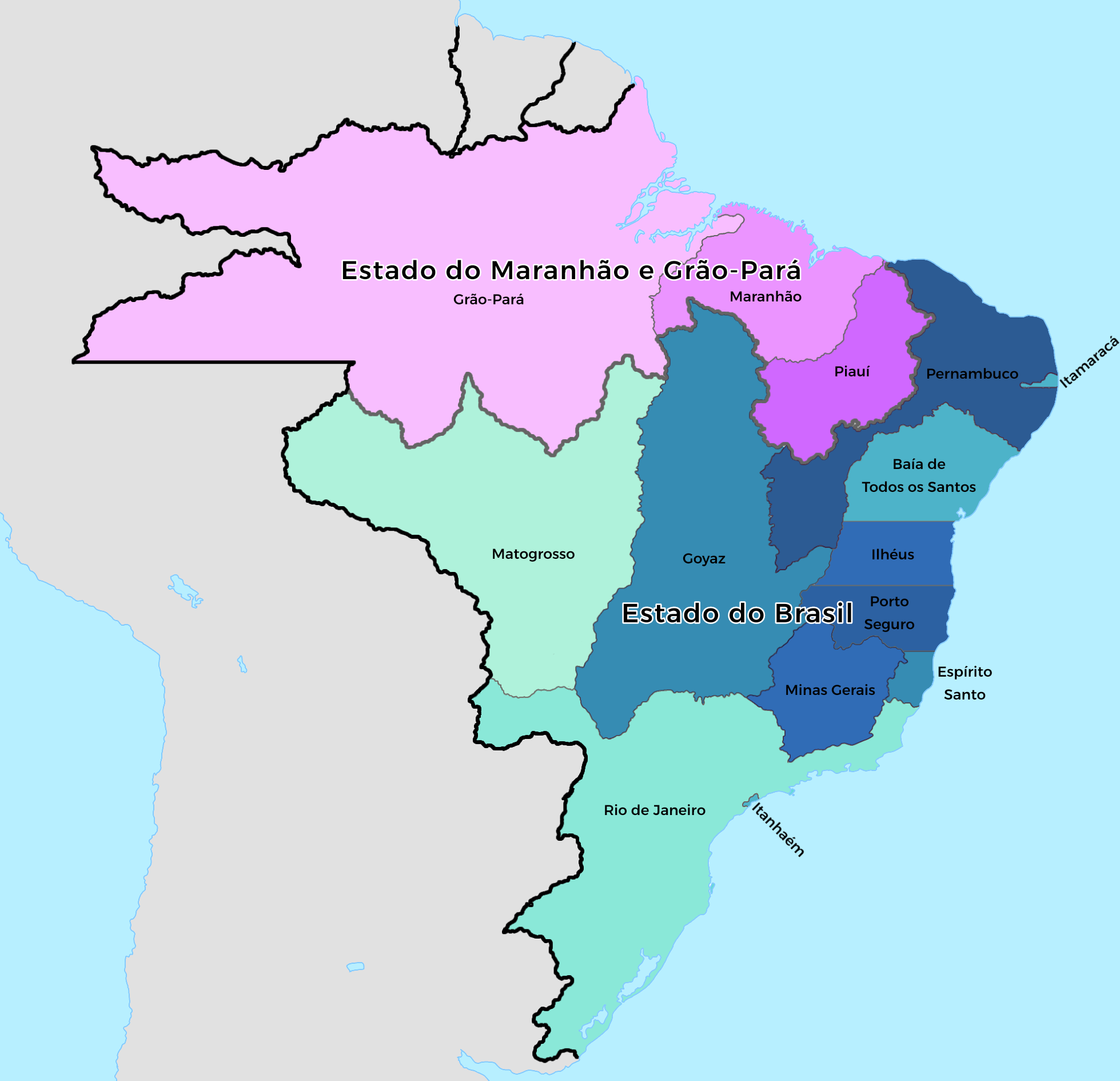
1750 le colonie portoghesi dopo il 1750